# Günter Heine (Tischtennisspieler)
Günter Heine (* 15. April 1940) ist ein ehemaliger österreichischer Tischtennis-Nationalspieler. Er wurde dreimal österreichischer Meister.

## Werdegang
Günter Heine spielte bis 1966 beim Verein BBSV Wien und wechselte dann zu NÖ Energie Wien. Er wurde 1966, 1968 und 1977 österreichischer Meister im Einzel, 1965, 1966, 1969, 1971 und 1973 im Doppel sowie 1968 im Mixed. Dreimal nahm er an Weltmeisterschaften teil, nämlich 1965, 1969 und 1971, kam dabei jedoch nie in die Nähe von Medaillenrängen. 1966 vertrat er Österreich bei der Europameisterschaft. Bei der Europameisterschaft der Senioren wurde er 1995 in der Altersklasse Ü50 Zweiter im Einzel.
Bis ins Alter von Anfang 70 war er in Wien in höheren Spielklassen aktiv. 
Heines Kinder, Tochter Veronika (* 1986) und Sohn Florian, spiel(t)en ebenfalls Tischtennis in den oberen österreichischen Ligen.

## Turnierergebnisse
| Verband | Veranstaltung     | Jahr | Ort       | Land | Einzel     | Doppel    | Mixed     | Team |
| ------- | ----------------- | ---- | --------- | ---- | ---------- | --------- | --------- | ---- |
| AUT     | Weltmeisterschaft | 1971 | Nagoya    | JPN  | letzte 128 | letzte 64 | Scratched | 13   |
| AUT     | Weltmeisterschaft | 1969 | München   | FRG  | letzte 128 | letzte 64 | Qual      | 16   |
| AUT     | Weltmeisterschaft | 1965 | Ljubljana | YUG  | Qual       | Qual      | letzte 64 | 21?  |